# Pietro Martire Vermigli
Pietro Martire Vermigli (Firenze, 8 settembre 1499 – Zurigo, 12 novembre 1562) è stato un teologo italiano riformato.

## Biografia
Pietro (o Pier) Martire Vermigli nacque da famiglia moderatamente benestante, figlio di Stefano di Antonio Vermigli e Maria Fumantina. Battezzato Piero Mariano, avrebbe poi preso il nome di Pietro Martire in onore di San Pietro Martire, al momento della ordinazione sacerdotale nell'ordine agostiniano.
Dopo essersi formato presso il monastero agostiniano di Fiesole, Vermigli fu trasferito nel 1519 al convento di San Giovanni di Verdara a Padova, dove si laureò nel 1527. Fu qui che conobbe il futuro cardinale Reginald Pole. Divenne in seguito predicatore a Brescia, Pisa, Venezia e Roma.
In tale periodo egli apprese la lingua greca e quella ebraica. Nel 1530 fu eletto priore del monastero agostiniano di Spoleto e, nel 1533, del convento di San Pietro ad Aram a Napoli.
Fu in quest'epoca, soprattutto per l'influsso di Juan de Valdés, che si interessò alle idee della Riforma e lesse i commentari sui Vangeli e i Salmi di Martin Bucer, e il De vera et falsa religione di Ulrico Zwingli. A causa del suo avvicinamento alle dottrine riformate, Vermigli fu accusato di eresia e il viceré spagnolo di Napoli gli proibì di predicare. Tale divieto fu rimosso in seguito a un appello alla Santa Sede, ma nel 1541 Vermigli fu trasferito a Lucca, ove ben presto attirò nuovi sospetti.
Citato a comparire innanzi a un capitolo del proprio ordine a Genova, Vermigli fuggì nel 1542 a Pisa, e in seguito a Firenze, presso l'altro riformatore italiano Bernardino Ochino. I due lasciarono poco dopo l'Italia, Ochino per Ginevra, da dove Vermigli si trasferì a Zurigo, poi a Basilea, e infine a Strasburgo. Qui, con il sostegno di Bucer, fu nominato professore di teologia e si sposò con Catherine Dammartin di Metz.

### In Inghilterra
Nel 1547 Ochino e Vermigli furono entrambi invitati in Inghilterra dall'arcivescovo Thomas Cranmer con l'offerta di una pensione statale di 40 marchi. L'anno successivo Vermigli ottenne la cattedra di professore di divinity all'Università di Oxford, succedendo al famoso Richard Smith. Nel 1549 prese parte a una grande controversia sull'Eucaristia, nella quale egli abbandonò la dottrina luterana della consustanziazione e adottò la posizione di una presenza reale legata alla fede di chi riceveva l'eucaristia. Vermigli influenzò profondamente la posizione stessa di Cranmer e di Nicholas Ridley ed esercitò dunque un profondo influsso anche sulle modifiche del 1552 al Libro della preghiera comune (Book of Common Prayer).
Con l'ascesa al trono della cattolica Maria I di Inghilterra, Vermigli abbandonò l'Inghilterra.
La sua prima moglie invece, che era morta a Oxford il 17 febbraio 1553, fu dissotterrata e processata per eresia. Il cadavere non fu tuttavia bruciato perché non si poté raccogliere materiale probatorio su di lei, in quanto i testimoni riferivano di non avere compreso quanto essa sosteneva, essendo di lingua straniera. I suoi resti furono ritrovati dopo l'ascesa al trono di Elisabetta I e, per prevenire una nuova dissacrazione, furono uniti alle presunte reliquie di Santa Fridesvida e nuovamente sepolti nella cattedrale.

### A Strasburgo e a Zurigo
Vermigli fece quindi ritorno a Strasburgo dove, superate le opposizioni causate dal suo abbandono della dottrina luterana, fu rinominato professore di teologia. Nel 1556 fu tuttavia costretto ad accettare una cattedra di ebraico a Zurigo per la crescente opposizione dei luterani nei suoi confronti.
Fu poi invitato a Ginevra nel 1557 e di nuovo in Inghilterra nel 1561, ma declinò entrambi gli inviti, pur mantenendo fino alla morte una fitta corrispondenza con il vescovo John Jewel e altri prelati e riformatori inglesi.
Vermigli morì a Zurigo il 12 novembre 1562; gli sopravvisse la seconda moglie, Caterina Merenda, che aveva sposato a Zurigo, e che si sarebbe in seguito risposata con un commerciante di Locarno.

## Opere
Vermigli pubblicò una serie di opere teologiche, fondamentalmente commentari biblici e trattati sull'eucaristia. Gli studiosi stanno riscoprendo oggi il ruolo fondamentale che svolse sia nella riforma in Svizzera sia in Inghilterra. Lo stesso Calvino considerava peraltro Pietro Martire uno dei grandi interpreti della dottrina eucaristica riformata.